# Дамиан (Бразилия)
Дамиан (порт. Damião) — муниципалитет в Бразилии, входит в штат Параиба. Составная часть мезорегиона Сельскохозяйственный район штата Параиба. Входит в экономико-статистический микрорегион Куриматау-Осидентал. Население составляет 4449 человек на 2006 год. Занимает площадь 109,760 км². Плотность населения — 40,5 чел./км².

## Статистика
- Валовой внутренний продукт на 2003 год составляет 8 491 056,00 реалов (данные: Бразильский институт географии и статистики).
- Валовой внутренний продукт на душу населения на 2003 год составляет 1937,27 реалов (данные: Бразильский институт географии и статистики).
- Индекс развития человеческого потенциала на 2000 год составляет 0,527 (данные: Программа развития ООН).